# Odorrana schmackeri
Odorrana schmackeri es una especie de anfibio anuro de la familia Ranidae.

## Distribución geográfica
Esta especie es endémica de la República Popular China. Habita entre los 200 y 1400 m de altitud en las provincias de Henan, Shaanxi, Gansu, Sichuan, Guizhou, Hubei, Anhui, Jiangsu, Zhejiang, Hunan, Fujian, Guangdong y Guangxi.
Su presencia es incierta en Vietnam y Tailandia.

## Publicación original
- Boettger, 1892 : Katalog der Batrachier-Sammlung im Museum der Senckenbergischen Naturforschenden Gesellshaft in Frankfurt am Main. Frankfurt am Main, Gebrüder Knauer, p. 1-73[5]